# Ла-Монеда
33°26′35″ пд. ш. 70°39′14″ зх. д. / 33.443018° пд. ш. 70.65387° зх. д.
Палац «Ла-Монеда» (ісп. Palacio de La Moneda. Palacio de La Moneda) — офіційна резиденція президента Чилі, розташована у Сантьяго. У будівлі перебувають також міністерство внутрішніх справ та секретаріати президента і уряду.

## Історія
Палац був збудований іспанською колоніальною адміністрацією Чилі у 1784—1805 за проектом італійського емігранта Хоакіна Тоескі у стилі класицизму як будівля монетного двору, котрий розміщувався у будівлі у 1814—1929 і дав йому назву. У 1845 президент Мануель Бульнес зробив палац також резиденцією президента і уряду, а в 1930 році у період правління Габріеля Гонсалеса Відела палац став офіційною резиденцією президента Чилі, а до 1958 — і місцем його проживання. В той самий рік перед палацом була відкрита Площа Конституції.
11 вересня 1973 палац, де перебував президент Сальвадор Альенде, був частково зруйнований в ході штурму під час воєнного перевороту, однак до 11 березня 1981 відновлений, хоча деякі сліди куль були збережені. Окрім цього, за розпорядженням Піночета під будівлею був збудований бункер.
В 2003 році президент Рікардо Лагос відкрив палац для відвідування туристами. У 2006 перед його південним фасадом з'явилась площа Громадян, на якій був побудований культурний центр палацу і споруджений пам'ятник президенту Артуро Алессандрі.